# Paromola japonica
Paromola japonica is een krabbensoort uit de familie van de Homolidae. De wetenschappelijke naam van de soort is voor het eerst geldig gepubliceerd in 1915 door Parisi.